# D-A-CH Vereinigung für Schulter- und Ellenbogenchirurgie
Die D-A-CH Vereinigung für Schulter- und Ellenbogenchirurgie (kurz DVSE) mit Sitz in Berlin ist ein Zusammenschluss schulter- und ellenbogenchirurgisch interessierter und tätiger Ärzte und Ärztinnen. Die DVSE ist eine Sektion der Deutschen Gesellschaft für Orthopädie und Orthopädische Chirurgie (DGOOC) sowie der Deutschen Gesellschaft für Orthopädie und Unfallchirurgie (DGOU).

## Geschichte
Die Arbeitsgemeinschaft für Schulterchirurgie als Vorläufer der DVSE in Deutschland wurde unter dem Einfluss ähnlicher Entwicklungen im Ausland gegründet. Bereits 1980 wurde die Inaugural International Conference on Surgery of the Shoulder in London von Lipmann Kessel und Charles Neer damals mit den deutschen Teilnehmern Udo Laumann und Reinhard Kölbel ins Leben gerufen. 1982 erfolgte die Gründung der American Shoulder and Elbow Surgeons (ASES) und 1987 die Gründung und der 1. Kongress der SECEC-ESSSE, der Europäischen Gesellschaft für Schulter- und Ellenbogenchirurgie in Paris.
1987 erfolgte die Gründung des Arbeitskreises Schulter in der Deutschen Gesellschaft für Orthopädie und Traumatologie (DGOT) durch Mitglieder des Hamburger Workshops, hier in erster Linie Reinhard Kölbel, Achim Hedtmann, Jürgen Zippel, Hans-Raimund Casser und Hanns Fett, nachdem diese Mitglieder anlässlich eines Besuches des 3. International Conference on Surgery of the Shoulder (ICSS) in Fukuoka, Japan, (28.–30. Oktober 1986) zu der Überzeugung gelangten, dass die Deutsche Schulterchirurgie international schlecht vertreten sei. Die Grundlagen für die Entstehung dieses Arbeitskreises wurden 1983 mit dem 1. Hamburger Schulter-Workshop gelegt. Der Workshop wurde von Reinhard Kölbel inauguriert. Er umfasste theoretische Beiträge, Operationskurs an Leichen in der Anatomie des UKE sowie die Teilnahme an Live-Operationen.
Die Verbindung zur DGOT wurde durch eine Aufforderung an alle Universitätskliniken zur Mitarbeit in diesem Arbeitskreis formal hergestellt.
Der Kreis von anfänglich ca. 20 Mitgliedern entwickelte die sog. Werkstattgespräche. Hier fanden jährliche Besuche der Arbeitsstätten einzelner Mitglieder zum freundschaftlichen Austausch statt, die dazu dienten, deren praktische klinische Arbeitsweise kennenzulernen. Auf dem Jahreskongress der DGOT in Hamburg 1991 konnte der Arbeitskreis Schulter- und Ellenbogenchirurgie dann eine erste eigene Sitzung mit Vorträgen seiner Mitglieder abhalten. Achim Hedtmann wurde zum Obmann des Arbeitskreises gewählt.
Unter dem Eindruck der Qualität der Tagungen der Europäischen Gesellschaft für Schulter- und Ellenbogenchirurgie (SECEC-ESSSE 1991 in Würzburg, Jochen Eulert) formte sich langsam die Überzeugung, dass nur eine eigene deutschsprachige Gesellschaft dazu geeignet sei, den Kenntnisstand und die wissenschaftlichen Aktivitäten auf dem Gebiet der Schulter- und Ellenbogenchirurgie voranzubringen.
Anlässlich der letzten Werkstattgespräche, für die durch Frank Gohlke in Würzburg eine Tagung mit dem Thema „Der Partialdefekt der Rotatorenmanschette“ 1994 organisiert wurde, beschloss man, diese Überlegungen in die Tat umzusetzen. Es erfolgte daher eine konstituierende Sitzung in der Orthopädischen Klinik König-Ludwig-Haus, bei der dann erstmals ein Vorstand gewählt wurde (Präsident: Achim Hedtmann, 1. Vizepräsident: Achim Reichelt, 2. Vizepräsident: Frank Gohlke, Schatzmeister: Christian Melzer sowie Schriftführer: Hans-Raimund Casser), der die Vorstellungen des Arbeitskreises verwirklichen sollte.
Mit Gründung der DVSE wurde der Grundstein für weitere wissenschaftliche Aktivitäten, wie die darauffolgenden Kongresse der DVSE gelegt.

## Leitbild
Die D-A-C-H Vereinigung für Schulter- und Ellenbogenchirurgie verfolgt ausschließlich und unmittelbar gemeinnützige Zwecke wie die Förderung der Wissenschaft auf dem Gebiet der Erkrankungen und Verletzungen des Schulter- und Ellenbogengelenkes in Forschung, Lehre und Krankenversorgung, einschließlich der Rehabilitation bei diesen Krankheiten. Der Verein nimmt dabei Aufgaben der ärztlichen und nicht ärztlichen Fortbildung wahr mit dem Ziel einer verbesserten Versorgung der Patienten mit Erkrankungen und Verletzungen am Schulter- und Ellenbogengelenk. Der Verein sieht seine Verantwortung in allen Belangen der Schulter- und Ellenbogenchirurgie gegenüber der Ärzteschaft und Öffentlichkeit und damit als Ansprechpartner anderer Vereinigungen und Verbände sowie von Institutionen und Behörden. Die Aufgabe der DVSE ist es, die ethische Ausübung einer evidenzbasierten, hochwertigen und kostentransparenten Medizin auf ihrem Fachgebiet zu unterstützen.
Dafür ist der Verein wissenschaftlich hoch aktiv und fördert intensiv die Fort- und Weiterbildung auf ihrem Fachgebiet.

## Organisation
Die D-A-C-H Vereinigung für Schulter und Ellenbogenchirurgie e.V. ist ein eingetragener gemeinnütziger Verein und zählt aktuell 1200 Mitglieder (Stand: März 2023).
Als Vereinsverband bündelt die DVSE die Ziele und Aufgaben ihrer beiden Trägervereine, der Deutschen Gesellschaft für Orthopädie und Orthopädische Chirurgie (DGOOC) und der Deutschen Gesellschaft für Orthopädie und Unfallchirurgie (DGOU), und deren Mitglieder. In diesem Zusammenhang stellt die DVSE sowohl innerhalb der DGOU als auch innerhalb der DGOOC eine eigenständige Sektion dar.
Die Vereinsorgane sind der Vorstand (Präsident, 1. Vizepräsident, 2. Vizepräsident, Schatzmeister und Schriftführer, Generalsekretär, Senator), die Kommissionen sowie die Mitgliederversammlung.
Die Mitgliederversammlung ist das oberste Organ der Gesellschaft, denn sie wählt und entlastet den Vorstand, genehmigt den Rechnungs- und Jahresbericht des Vorstandes, setzt auf Vorschlag des Vorstandes den Mitgliedsbeitrag fest und entscheidet über die Aufnahme und den Ausschluss eines Mitglieds. Sie tagt mindestens einmal jährlich.
Darüber hinaus existiert ein sogenannter Beirat, der aus dem ausgeschiedenen Präsidenten, dem Tagungsleiter und dem zuletzt ausgeschiedenen Tagungsleiter, den Vorsitzenden der Kommissionen und dem deutschen „National Delegate“ der SECEC, dem Webmaster, dem fachvertretenden Schriftführer der Zeitschrift „Obere Extremität“ und dem Redaktionsleiter des Mitteilungsblattes, sofern diese Mitglieder des Vereins sind, besteht. Der Beirat berät den Vorstand in allen wichtigen Belangen der Gesellschaft.
Zu den kooperierenden Organisationen der DVSE zählen die AGA (Gesellschaft für Arthroskopie und Gelenkchirurgie), die AE (Arbeitsgemeinschaft Endoprothetik), die AO (Arbeitsgemeinschaft Osteosynthese), der BVASK (Berufsverband für Arthroskopie), der BVOU (Berufsverband der Fachärzte für Orthopädie und Unfallchirurgie), die DGOU (Deutsche Gesellschaft für Orthopädie und Unfallchirurgie), die GOTS (Gesellschaft für Orthopädisch-Traumatologische Sportmedizin) sowie die SECEC/ESSSE (Societé Européenne pour la Chirurgie de l'Epaule et du Coude / European Society for Surgery of the Shoulder and the Elbow).

### Vorstand (Stand 04/2023)
- Präsident: Lars-Johannes Lehmann (Karlsruhe)
- 1. Vizepräsident: Felix Zeifang (Heidelberg)
- 2. Vizepräsident: Kilian Wegmann (Köln)
- Schatzmeister: habil. Frieder Mauch (Stuttgart)
- Schriftführer: Philip Kasten (Tübingen)
- Generalsekretär: Markus Scheibel (Zürich)
- Senator: Ulrich H. Brunner (Hausham)

### Kommissionen (Stand 04/2023)
Im Jahr 2011/2012 wurden zehn Kommissionen mit jeweils 10 Mitgliedern gebildet, um verschiedene Schwerpunkte des Vereins effizient zu erarbeiten. Die Mitglieder können sich innerhalb der Gesellschaft. Durch eine wachsende Mitgliederzahl und dem immer breiter werdenden Spektrum der Schulter- und Ellenbogenchirurgie kamen im Laufe der Zeit weitere Kommissionen hinzu.
Aktuelle Kommissionen und ihre Vorsitzende sind:
- Kommission Preise und Stipendien: Thilo Patzer (Düsseldorf) und Natascha Kraus (Greifswald)
- Kommission Research and Development: Benedikt Schliemann (Münster) und Matthias Königshausen (Bochum)
- Kommission Konservative Therapie: Thomas Ambacher (Stuttgart), Tim Leschinger (Köln)
- Kommission Leitlinien und Begutachtung: Maurice Balke (Köln) und Sophia Hünnebeck (Berlin)
- Kommission Strukturverbesserung, Transparenz und Qualität: Ulrich Brunner (Hausham) und Lars Lehmann (Karlsruhe)
- Kommission für Assistenz:ärztinnen: Mara Warnhoff (Hannover) und Sebastian Lappen (München)
- Kommission Kommunikation: Anna Behrens (Hamburg) und Kilian List (Würzburg)
- Kommission D-A-C-H: Bernhard Jost (St. Gallen) und Christian Fialka (Wien)
- Kommission Fortbildung/Zertifikat: Ben Ockert (München) und Lucca Lacheta (München)
- Kommission Junges Forum: Fabian Lanzerath (Heidelberg) und Larissa Eckl (Innsbruck)
- Kommission Ellenbogen: Stefan Greiner (Regensburg) und Michael Hackl (Köln)
- Kommission Schulter- und Ellenbogenprothesenregister: Jörn Kircher (Hamburg), Kilian Wegmann (München) und habil. Frieder Mauch (Stuttgart)
- Kommission Rehabilitation: Knut Beitzel (München) und Stefan Buchmann (Weilheim)
- Kommission für Ärztinnen: Sophia Hünnebeck (Berlin) und Verena Rentschler (Karlsruhe)

## Aufgaben

### Wissenschaft
Im Jahr 2010 wurden von Ulrich Brunner die bestehenden Kommissionsaktivitäten, in denen die Kernarbeit zu den Aspekten des Leitbildes der DVSE durchgeführt werden, ausgebaut. Markus Scheibel initiierte zudem im Jahr 2010 die Durchführung einer unabhängigen Level 1 Multicenterstudie und legte damit die Grundlage für eine neue Ära des wissenschaftlichen Arbeitens innerhalb der DVSE. In den heutigen Kommissionen ist es das Ziel, das immer breiter werdende Spektrum der Schulter- und Ellenbogenchirurgie evidenzbasiert aufzuarbeiten und allen Interessierten zur Verfügung zu stellen. Zur Verbesserung des wissenschaftlichen Gedankenaustauschs, auch innerhalb der Vereinigung für Schulter- und Ellenbogenchirurgie, wurde in Kooperation mit den Handchirurgen unter der Leitung von Markus Loew im Jahr 2006 die Zeitschrift „Obere Extremität – Schulter, Ellenbogen, Hand“ als Publikationsorgan der DVSE gegründet. Quartalsweise erscheint nun eine Ausgabe mit neuen und relevanten Themen.

### Fort- und Weiterbildung
Die DVSE bietet Fort- und Weiterbildungen im Bereich der Schulter- und Ellenbogenchirurgie. Auf dem jährlichen Jahreskongress der DVSE besteht für die Teilnehmer die Möglichkeit, sich durch das wissenschaftliche Programm sowie Instruktionskurse auf den aktuellen Stand der Wissenschaft zu bringen. Darüber hinaus bietet die DVSE neben der Teilnahme an zertifizierten Kursen ihren Mitgliedern auch Hospitationen an Ausbildungszentren im Bundesgebiet an. Hierzu dienen die zertifizierten Zentren, Kliniken und Praxen. Assistenzärzte in Weiterbildung zum Orthopäden und/oder Unfallchirurgen, die Interesse an der Schulter- und Ellenbogenchirurgie haben, können sich zudem um ein gefördertes zweiwöchiges Reisestipendium an diesen Ausbildungszentren bewerben. Darüber hinaus wurde im Jahr 2008 das Curriculum für eine zertifizierte Fortbildung in der Schulter- und Ellenbogenchirurgie errichtet, bei dem ca. 40 von der DVSE zertifizierte Fortbildungsveranstaltungen pro Jahr stattfinden.
Während der Präsidentschaft von Ulrich Brunner wurde im Jahr 2010 das Junge Forum der DVSE zur Förderung des studentischen Nachwuchses unter der Federführung von Natascha Kraus gegründet. Im Jahr 2016 wurde unter der Präsidentschaft von Markus Scheibel das Forum für Assistenzärzte ins Leben gerufen. Dieses Forum bildet das Bindeglied für alle DVSE-Mitglieder in der Weiterbildungszeit zwischen dem Studium („Junges Forum“) und dem Facharzttitel, bzw. auf dem Weg zur Zertifizierung als Schulter- und Ellenbogenchirurg. Durch ein strukturiertes Fortbildungskonzept unter Berücksichtigung der aktuellen Weiterbildungsordnung sollen für den Facharzt relevante Kenntnisse vermittelt werden. Darüber hinaus zielt das Forum für Assistenzärzte darauf ab, die Interessen von Assistenzärzte innerhalb der Fachgesellschaft zu vertreten und die wissenschaftliche Aktivität zu fördern. Durch Zusammenarbeit und Quervernetzung verschiedener Zentren sollen z. B. Austauschprogramme über das Forum für Assistenzärzte dazu beitragen, ein möglichst breites klinisches und wissenschaftliches Spektrum der Schulter- und Ellenbogenchirurgie in der Weiterbildungszeit abzudecken.

### Zertifizierungssystem
Die DVSE verfolgt seit Jahren das Ziel der Strukturverbesserung, Transparenz und Qualitätssicherung in der klinischen Versorgung und wissenschaftlicher Forschung auf dem Gebiet der Schulter- und Ellenbogenchirurgie.
Personenzertifizierung: Die DVSE hat das Ziel, den Grundstein für eine staatlich anerkannte Zusatzweiterbildung in der Schulter- und Ellenbogenchirurgie zu legen. Dafür können Mitglieder durch regelmäßige Teilnahme an Fortbildungen sowie Nachweis durchgeführter Operationen Basis- und Expertenzertifikate erlangen.
Institutionszertifizierung: Die 2. Säule stellt die Zertifizierung von Institutionen dar. Je nach Leistung, Umfang und Struktur werden Zentren, Kliniken oder Praxen unterschieden. Bewerber durchlaufen dabei den Zertifizierungsprozess von Clacert. Aktuell, Stand 3-2023 gibt 4 zertifizierte Zentren, 8 Kliniken und 4 Praxen.
Prozedurenzertifizierung; Die dritte Säule stellt als Prozedurenzertifizierung das Endoprothesensiegel der DVSE dar. Es wird nach Anzahl der im Schulter- und Ellenbogenprothesenregister der DVSE dokumentierten Endoprothesen vergeben (Gold, Silber und Bronze)Die Siegel sind, je nach Abhängigkeit der Qualifikationen, in Bronze, Silber und Gold zu beantragen.

### Preise und Stipendien
Die DVSE bietet Preise und Forschungsförderungen im Bereich der Schulter- und Ellenbogenchirurgie an.
- Perthes Preis in Höhe von 3000 Euro für eine innovative experimentelle Arbeit/Grundlagenforschung
- Best Paper Preis in Höhe von 3000 Euro
- Best Poster Preis in Höhe von 1000 Euro
- Alwin Jäger Videopreis in Höhe von 2500 Euro für einen Videobeitrag
- Jochen Löhr Preis in Höhe von 3000 Euro für eine innovative klinische Arbeit aus dem Gebiet der Schulter- und Ellenbogenchirurgie
- Ellenbogenpreis in Höhe von 3000 Euro für eine innovative Arbeit auf dem Gebiet der Ellenbogenchirurgie
- Obere Extremität Originalarbeit Preis in Höhe von 3000 Euro aus allen Originalarbeiten aus der Zeitschrift Obere Extremität
- Forschungsförderung in Höhe von 10000 Euro zur Förderung und Unterstützung eines Grundlagenprojektes oder eines klinisch orientierten Forschungsprojektes
- Reisestipendium: 2-wöchige Studienreise zu Ausbildungszentren in Höhe von 4000 Euro
- Internationales Hospitations-Stipendium: Stipendium für zwei ausländische Ärzte, vorrangig aus Schwellen- bzw. Entwicklungsländern, in Höhe von je 2500 Euro
- Ellenbogen Fellowship: 5-wöchiger Aufenthalt bei Graham King am Upper Limb Centre in London Ontario (Kanada) in Höhe von 3000 Euro
- DVSE SLAHOC Fellowship: Kooperationsfellowship in Höhe von 3000 Euro
- Birgit Werner Fellowship: Für Ärztinnen in der Schulterchirurgie in Höhe von 1500 Euro
- Female Fellowship: 1-wöchige Hospitationsreise in Höhe von 3000 Euro